# Apterograeffea
Apterograeffea is een geslacht van Phasmatodea uit de familie Phasmatidae. De wetenschappelijke naam van dit geslacht is voor het eerst geldig gepubliceerd in 2002 door Cliquennois & Brock.

## Soorten
Het geslacht Apterograeffea omvat de volgende soorten:
- Apterograeffea marshallae Cliquennois & Brock, 2002
- Apterograeffea reunionensis Cliquennois & Brock, 2002